# Parainocellia bicolor
Parainocellia bicolor är en halssländeart som först beskrevs av A. Costa 1855.  Parainocellia bicolor ingår i släktet Parainocellia och familjen reliktsländor. Inga underarter finns listade i Catalogue of Life.